# Spannungsrelaxation
Dehnt man ein Bauteil bei erhöhter Temperatur und hält anschließend durch äußere Krafteinwirkung die Dehnung konstant (Stauchung ist eine negative Dehnung), so stellt man ein betragsmäßiges Absinken (Relaxation) der Spannung fest. Spannungsrelaxation ist zu beobachten:
- unter Temperatureinfluss bei Kunststoffen und Gummi
- unter „Normaltemperatur“ bei vorgespanntem Stahl in Spannbeton.

Ursache für die Spannungsrelaxation ist, dass sich aufgrund von Diffusionsvorgängen im Gefüge ein Teil der elastischen Dehnung mit der Zeit in plastische Dehnung (Kriechverformung) wandelt. Dadurch wird die Spannung abgebaut, bis eine neue Gleichgewichtslage zwischen den Molekülen erreicht ist.
Bei Gummi unter Langzeitbeanspruchung kommt zur physikalischen noch eine chemische Umlagerung hinzu: die Schwefelvernetzungen werden geöffnet und bilden sich in „entspannten“ Positionen neu. Eine Messmethode für die Spannungsrelaxation von Gummi ist in ISO 3384 beschrieben.

a) Angelegte Dehnung und b) hervorgerufene Spannung als Funktion der Zeit in einem viskoelastischen Material.

Spannungsrelaxation kann mithilfe von rheologischen Modellen erklärt werden.